# Мінерали типоморфні
Мінерали типоморфні (рос. минералы типоморфные, англ. typomorphic minerals; нім. typomorphe Minerale n pl) — мінерали, характерні для певних умов мінералоутворення. Часто типоморфними бувають не самі мінерали, а деякі їхні ознаки: кристалографічні особливості (габітус, форма, двійники, штрихуватість та ін.), характер агрегатів, розміри окремих індивідів, деякі фіз. властивості (забарвлення, блиск, густина та ін.), деякі хім. властивості (домішки, ступінь гідратації та ін.). Типоморфність ознак визначається тим, що всі вони або деякі з них змінюються в залежності від умов утворення мінералів.